# Westby-with-Plumptons
Westby-with-Plumptons – civil parish w Anglii, w Lancashire, w dystrykcie Fylde. W 2011 civil parish liczyła 1205 mieszkańców.